# باجراكيتيابها ماديهول
الأميرة باجراكيتيابها ماديهول (بالتايلندية: พัชรกิติยาภา)‏ (بالتايلندية: พระเจ้าหลานเธอ พระองค์เจ้าพัชรกิติยาภา)‏ ولدت في 7 ديسمبر 1978 وهي الابنة الوحيدة لملك تايلاند ماها فاجيرالونجكورن من زوجته الملكة سوامساوالي.

## التعليم
تلقت الأميرة تعليمها الابتدائي والإعدادي في تايلاند وانتقلت مع والدتها إلى إنكلترا ودرست في المدرسة الثانوية وعادت بعد ذلك لدراسة الجامعة في تايلاند وحصلت على الإجازة الجامعية في القانون من جامعة تاماسات التايلاندية، وكذلك حصلت على الإجازة الجامعية في العلوم السياسية من جامعة سوكوناي، وتابعت دراستها للحصول على درجة الماجستير والدكتوراه في جامعة كورنيل في الولايات المتحدة الأمريكية، وحصلت على الدكتوراه في عام 2005 .